# Ussara
Ussara é um gênero de mariposa pertencente à família Acrolepiidae.